# إيجيغاييهو ديبابا
إيجيغاييهو ديبابا كينيني (بالأمهرية: እጅጋዬሁ ዲባባ) هي عداءة مسافات طويلة إثيوبية ولدت في يوم 21 مارس 1982 في منطقة أرسي من عرقية الأورومو، أبرز إنجازاتها هو تحقيقها الميدالية الفضية في دورة الألعاب الأولمبية الصيفية 2004 في أثينا بعد فوزها بالمركز الثاني في سباق 10000 متر خلف الصينية تشينغ هوينا، كما فازت بميداليتين برونزيتين في سباق 5000 و10000 متر في بطولة العالم لألعاب القوى 2005 في هلسنكي. إيجيغاييهو ديبابا هي الشقيقة الكبرى لكل من تيرونيش ديبابا وجينزيبي ديبابا وهي قريبة البطلة الأولمبية ديرارتو تولو. أفضل رقم سجلته في سباق 10000 متر هو 30:18.39 في سنة 2005 وأفضل رقم لها في سباق 5000 متر هو 14:32.74 سجلته في سنة 2004.

## روابط خارجية
- إيجيغاييهو ديبابا على موقع الاتحاد الدولي لألعاب القوى (الإنجليزية)
- إيجيغاييهو ديبابا على موقع اللجنة الأولمبية الدولية (الإنجليزية)
- إيجيغاييهو ديبابا على موقع أوليمبيديا (الإنجليزية)